# Ibrahim Ouattara
Ibrahim Junior Ouattara (* 26. Juni 2004) ist ein ivorischer Fußballspieler.

## Karriere
Ouattara begann seine Karriere bei Clermont Foot. Im Februar 2023 debütierte er für die Reserve Clermonts in der fünftklassigen National 3. In der Saison 2022/23 kam er insgesamt zu zwei Einsätzen für Clermont B. In der Saison 2023/24 absolvierte er 23 Fünftligaspiele, in denen er neunmal traf.
Im August 2024 wurde Ouattara an den österreichischen Zweitligisten SC Austria Lustenau verliehen. Sein Debüt in der 2. Liga gab er im September 2024, als er am achten Spieltag der Saison 2024/25 gegen Admira Wacker in der 80. Minute für Leo Mikić eingewechselt wurde. Für Lustenau kam er während der Leihe zu 18 Zweitligaeinsätzen. Im Mai 2025 wurde er fest verpflichtet.